# La Brellotte
La Brellotte es una localidad de Santa Lucía que forma parte del distrito de Gros Islet.